# Дерн, Джордж
Джордж Генри Дерн (англ. George Henry Dern; 8 сентября 1872, Додж, штат Небраска — 27 августа 1936, Вашингтон, округ Колумбия) — американский политический деятель, член Демократической партии США. Занимал посты губернатора штата Юта (1925—1933) и военного министра США с 1933 года до своей смерти. Дед актёра Брюса Дерна.
Дерн учился в штате Небраска, а затем работал в горнодобывающей промышленности в штате Юта. Он принимал участие в разработке печи Холт-Дерна, которая используется при добыче полезных ископаемых.
Дерн сменил в 1925 году Чарльза Мэйби на посту губернатора штата Юта, а его сменил в 1933 году Генри Блад.
Как военный министр при Франклине Рузвельте Дерн отвечал за реформирование армии в соответствии с Новым курсом и за создание Гражданского корпуса охраны окружающей среды. Дерн умер в своём кабинете в 1936 году и был похоронен на горе Елеонской кладбище в Солт-Лейк-Сити.